# Tetracanthella schalleri
Tetracanthella schalleri är en urinsektsart som beskrevs av Hemmer 1992. Tetracanthella schalleri ingår i släktet Tetracanthella och familjen Isotomidae. Inga underarter finns listade i Catalogue of Life.